# Riddarholmens bronsmodeller

Riddarholmens bronsmodeller är två taktila bronsskulpturer som visar Riddarholmens utseende i skala 1:500 kring år 1620 och år 1750. Modellerna är sedan maj 2011 uppställda på östra sidan av Birger jarls torg på Riddarholmen.
| Till vänster Riddarholmen kring 1620 och till höger kring 1750. |  | Till vänster Riddarholmen kring 1620 och till höger kring 1750. |
| Till vänster Riddarholmen kring 1620 och till höger kring 1750. |  |                                                                 |

För att åskådliggöra Riddarholmens historiska utveckling lät Statens fastighetsverk (SFV) skapa två naturtrogna bronsmodeller i högrelief visande  den medeltida bebyggelsen på Riddarholmen kring 1620 och öns Riddarholmskyrkan och palats under glansperioden kring 1750. Enligt SFV har det aldrig tidigare gjorts någon modell visande Riddarholmen vid 1620-talet respektive 1750-talet. Resultatet krävde ett omfattande arkivarbete eftersom ingen exakt vet hur det såg ut vid dessa båda tidpunkter. En stor mängd bilder och ritningar ligger till grund för modellernas utformning. Modellerna visar hur det kan ha sett ut. Meningen är även att synskadade skall kunna “känna” på modellen. För att underlätta står texten även i punktskrift. 